# Костёл Рождества Пресвятой Девы Марии (Борисов)
Костёл Рождества Пресвятой Девы Марии (бел. Касцёл Нараджэння Найсвяцейшай Дзевы Марыі) — католический храм, расположенный в центральной части города Борисов, на улице имени III Интернационала. Относится к борисовскому деканату Минско-Могилёвского архидиоцеза. Памятник архитектуры, построен в 1806—1823 годах в стиле позднего классицизма, включён в Государственный список историко-культурных ценностей Республики Беларусь. В силуэте города выделяется его пятиярусная башня-звонница.

## История
Строительство началось в 1806 году на месте старого деревянного храма, возведённого в XVII в. и сгоревшего во время одного из пожаров. Храм строился около 17 лет, затем несколько раз перестраивался. В 1863 году он был закрыт по указу российских властей.
Службы в костёле возобновились в конце XIX века. Долгое время в алтарной части храма находилась местная святыня — старинная чудотворная икона Божьей Матери с Иисусом, благословлявшим мир. Главный алтарь выделялся богатым оформлением, резьбой, позолоченными деталями. Стены храма, своды и колонны были украшены разнообразными художественными росписями, терракотовыми панно. На хорах был установлен орган. Подземные помещения занимали склепы.
В первые годы советской власти службы в костёле продолжались, в 1937 году костёл был закрыт. В 1988 году храм был возвращён Католической церкви. С 1990 года службы в храме были возобновлены.

## Архитектура
Храм Рождества Пресвятой Девы Марии в Борисове построен в стиле позднего классицизма. Во второй половине XIX века были снесены боковые башни и по центру фасада возведена массивная пятиярусная башня-колокольня с высоким граненым шпилем и крестом ажурной художественной ковки. В послевоенное время башня была частично разобрана, в 90-х годах XX века полностью восстановлена.

## Источник
- Мащенко С. Н. Минск и окрестности. — Минск: Вышэйшая школа, 2008.